# Вардарская бановина
Ва́рдарская банови́на (сербохорв. Vardarska banovina, Вардарска бановина) — бановина в Королевстве Югославия в период с 1929 по 1941 год.

## География
Вардарская бановина была расположена в самой южной части королевства, на территории современной Северной Македонии, Южной Сербии и Юго-Восточного Косово и Метохии. На севере бановина граничила с Зетской и Моравской бановинами, на западе, юге и востоке — с Албанией, Грецией и Болгарией соответственно.
Бановина получила своё название по реке Вардар. Её административным центром считался город Скопле (Скопье).

## История
Бановина была создана в 1929 году, в связи с провозглашением Королевства Югославия. В бановине не было обеспечено равноправие населявших ее национальностей: жители с болгарским самосознанием, составлявшие значительный процент ее населения, были лишены права на болгарские школы, Церковь, книги и прессу. При устройстве на государственную службу они должны были поменять окончание фамилий с болгарского «ов» на сербское «ич». В переписях болгар на территории бановины заставляли записываться сербами. Вооруженное сопротивление процессу насильственной ассимиляции осуществляла проболгарская организация ВМРО, чьи члены иногда убивали мирное население — сербских переселенцев. За 1919—1934 гг. в ходе 467 атак ВМРО было убито 185 и ранено 235 югославских чиновников, а также убито и ранено 268 мирных жителей. Потери ВМРО составили 128 убитых и 13 раненых.
В 1941 году, во время Второй мировой войны страны «оси» оккупировали Вардарскую бановину и поделили её между Болгарией, оккупированной немцами Сербией и Албанией под итальянским управлением.
После войны регион вошёл в СФРЮ: южная часть региона стала Социалистической республикой Македония, северная — частью Социалистической республики Сербия.

## Население
Религиозный состав населения 1931 году:
- православные — 1 046 039
- римокатолики — 18 472
- евангельские христиане — 430
- другие христиане — 2346
- мусульмане — 499 362
- другие — 7594

## Баны
- Живоин Лазич (1929—1932)
- Добрица Маткович (1932—1933)
- Драгослав Джорджевич (1933—1935)
- Ранко Трифуневич (1935—1936)
- Драгич Паунович (1936—1937)
- Марко Новакович (1937—1939)
- Владимир Хайдук-Велькович (1939)
- Александр Андреевич (1939—1940)
- Живоин Рафаилович (1940—1941)